# Consummatie

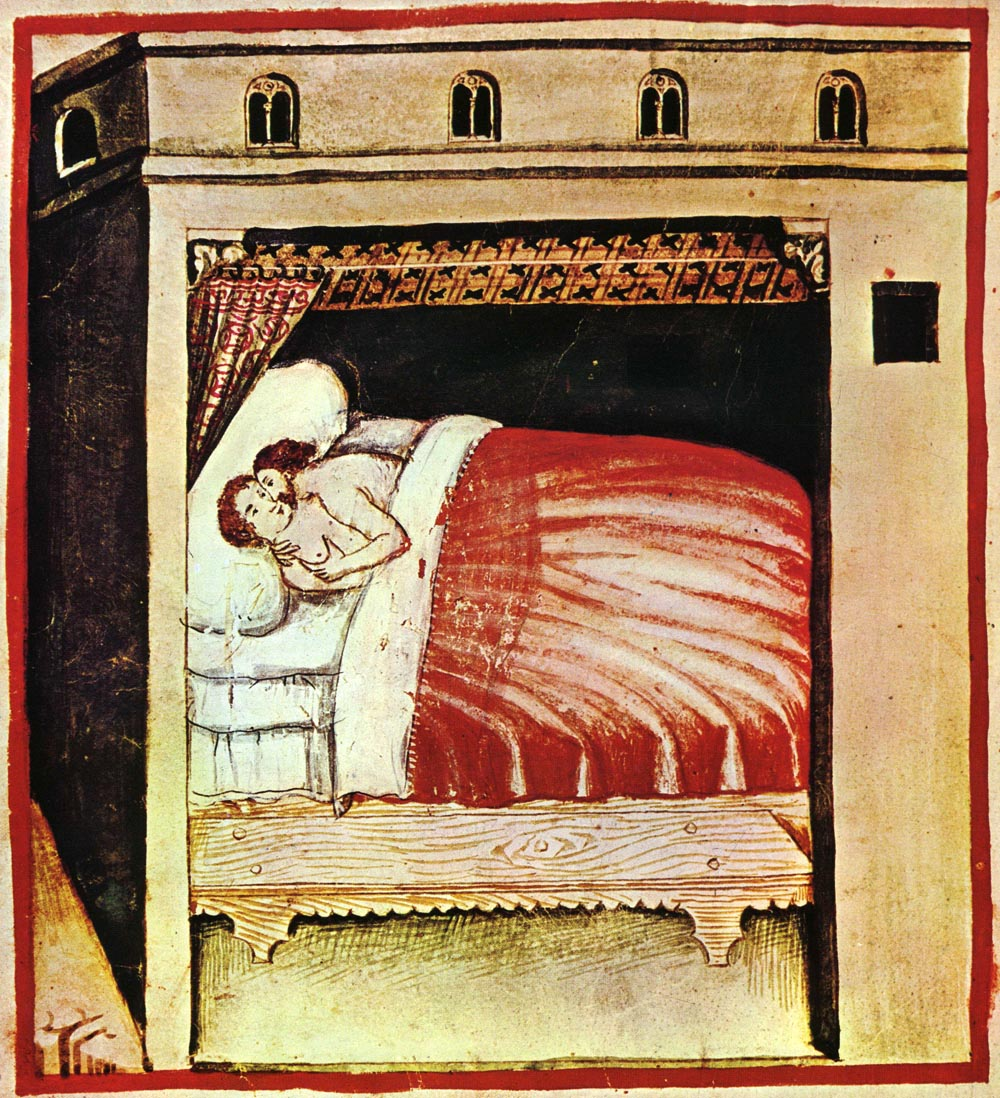
Illustratie uit het Middeleeuwse boek Tacuinum Sanitatis.

Consummatie is de voltrekking van een huwelijk door de eerste geslachtsgemeenschap van een gehuwd paar, niet te verwarren met de huwelijkssluiting bij de ambtenaar van de burgerlijke stand of voor een kerkelijke autoriteit. De consummatie (de huwelijksvoltrekking) vindt meestal plaats gedurende de huwelijksnacht, maar kan in specifieke gevallen worden uitgesteld, zoals bij trouwen met de handschoen of bij een kinderhuwelijk.
In het canoniek recht wordt een (nog-) niet-geconsummeerd (platonisch) huwelijk beschouwd als een niet-voltrokken huwelijk en kan daarom nietig verklaard worden. Zo kon in de middeleeuwen de paus het huwelijk van Anna van Bretagne en Maximiliaan I ontbinden doordat dit niet geconsummeerd was.

## Geschiedenis
In het Romeinse Rijk was het gebruikelijk dat Romeinse meisjes op jonge leeftijd trouwden. Dergelijke huwelijken werden dan meestal pas op latere leeftijd geconsummeerd. Dat geldt ook voor latere perioden en andere (bijvoorbeeld islamitische) culturen, waarin meisjes uit de hogere standen om economische redenen werden uitgehuwelijkt.

## Etymologie
Het woord consummatie (het afgeleide werkwoord is consummeren) is ontleend aan het Latijnse woord 'consummare', dat 'voltrekken' of 'voltooien' betekent. Consummatie en consummeren dienen niet verward te worden met consumptie en het bijbehorende werkwoord consumeren (met één 'm', van het Latijnse 'consumere' met het accent op de u).